# Karl Friedrich Bernhard Helmuth von Hobe

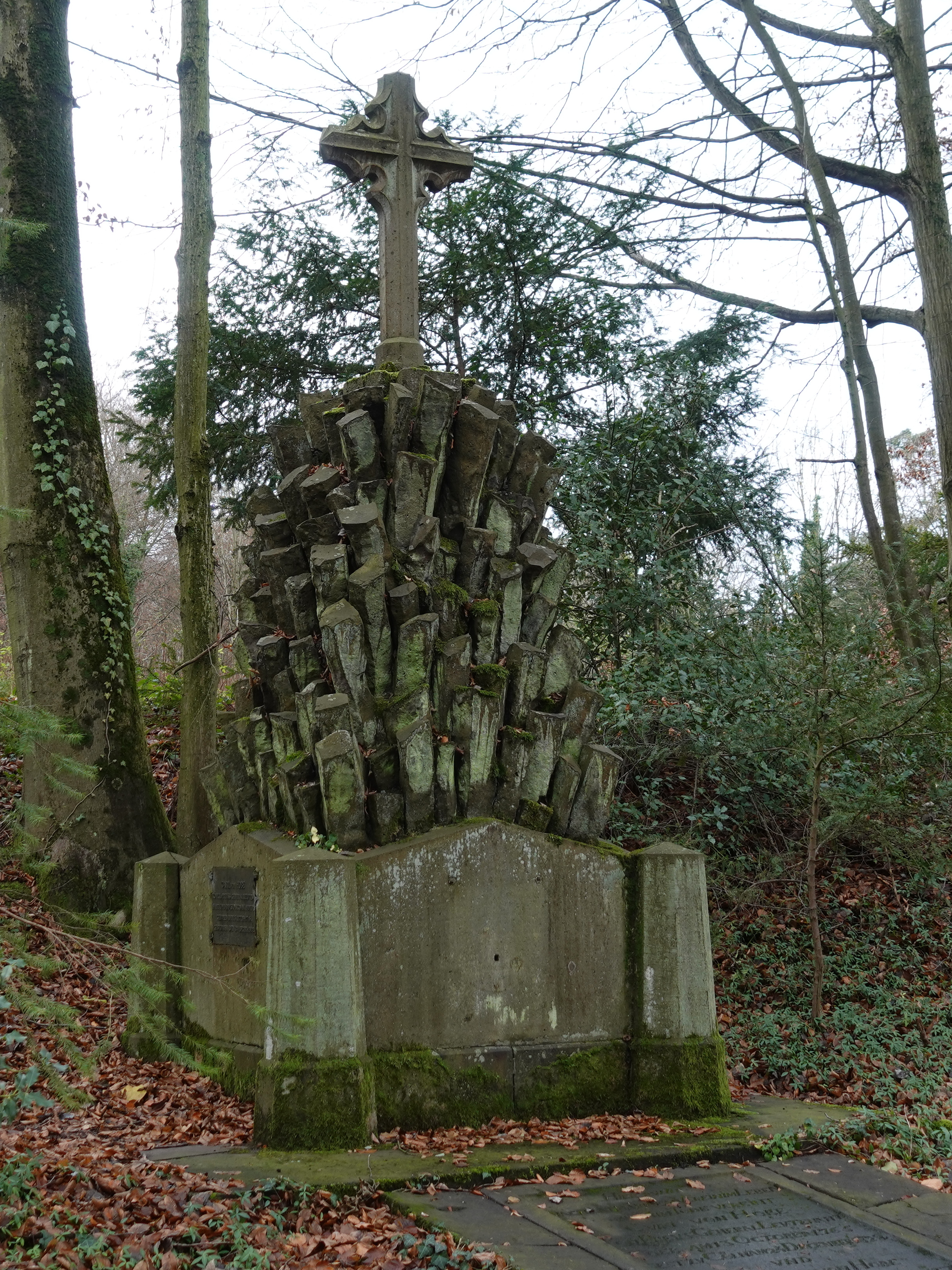

Karl Friedrich Bernhard Helmuth von Hobe (né le 16 octobre 1765 à Jürgenstorf et mort le 25 décembre 1822 à Cologne) est un lieutenant général prussien et chevalier de l'ordre Pour le Mérite.

## Biographie

### Origine
Karl Friedrich Bernhard Helmuth est issu de l'ancienne famille noble von Hobe (de), originaire du Mecklembourg. Il est le fils d'Ernst Johann von Hobe (mort en 1794) et de son épouse Hélène Sophie, née von Blücher (1738-1777) de la branche de Gorschendorf.

### Carrière militaire
En 1778, Hobe rejoint le 8e régiment de hussards von Belling de l'armée prussienne en tant que Junker et participe à la guerre de Succession de Bavière jusqu'en 1779 et à l'invasion de la Hollande en 1787. En 1795, Hobe est promu capitaine d'état-major, en 1803 capitaine et commandant d'escadron et en 1805 major.
Au cours de la Guerre de la Quatrième Coalition, il combat en 1806/07, entre autres à la bataille d'Iéna (14 octobre 1806). En avril 1809, Hobe reçoit le commandement du 3e régiment de hussards et en mars 1813 sa promotion au grade de lieutenant-colonel. Avec les guerres napoléoniennes au printemps 1813, Hobe participe aux batailles de Lützen (2 mai 1813) et de Bautzen (20 et 21 mai 1813). Pour ses services lors de la bataille de Großgörschen, il reçoit la croix de fer de 2e classe et l'Ordre russe de Saint-Stanislas. Au cours de la campagne d'automne 1813, il participe aux batailles de Großbeeren (23 août 1813), de Dennewitz (6 septembre 1813) et de Leipzig (16 au 19 octobre 1813). Après la Bataille des Nations, il reçoit la croix de fer de 1re classe.
Au cours de la campagne d'hiver de 1814, il réussit à capturer et à défendre Bois-le-Duc. Pour cela, il reçoit les feuilles de chêne de l'ordre Pour le Mérite, la plus haute distinction prussienne pour la bravoure. Cependant, lorsque la victoire est annoncée, il y a un malentendu de la part de son adjudant, le capitaine von Rheinbaben, ce qui signifie que le rapport parvient directement au roi de Prusse. Son commandant supérieur, le général Friedrich Wilhelm Bülow von Dennewitz, se voit ignoré et place Hobe en état d'arrestation pour insubordination
Au début de 1814, il est promu major général . En avril 1815, Hobe est chef de brigade de la cavalerie de réserve du 3e corps d'armée de l'armée du Bas-Rhin. Au cours de la campagne d'été 1815, il combat avec son unité de cavalerie aux batailles de Ligny (16 juin 1815) et de Wavre (19 juin 1815) et reçoit l'Ordre de l'Aigle rouge de 2e classe. En novembre 1815, Hobe devient commandant d'une brigade à Posen et, un an plus tard, chef de brigade de cavalerie de réserve dans le corps d'armée en France. D'autres récompenses suivent, notamment l'ordre russe de Saint-Vladimir de 3e classe, l'ordre de l'Aigle touge de 2e classe avec feuilles de chêne et l'ordre du Mérite militaire français. En 1820, il reçoit le commandement de la 15e division d'infanterie et en 1822 sa promotion au grade de lieutenant général. Hobe décède subitement d'un accident vasculaire cérébral à Cologne le 25 décembre 1822, à l'âge de 57 ans

### Famille
Hobe se marie avec Sophie Thérèse von Rothschütz (1768-1822) le 11 septembre 1795 à Neustadt an der Aisch. Le mariage donne naissance aux enfants suivants :
- Julius Friedrich Karl Kurt (1799-1850), major prussien et adjudant au commandement de la cavalerie de la Garde
- Eduard (de) (1802-1874), lieutenant général prussien marié avec Cora Böse (1807-1831)[7]
- Karl Kurt (né en 1804), sous-lieutenant prussien